# Mario Tosi (latinista)
Mario Tosi (Oleggio, 5 luglio 1899 o 1900 – Grignasco, 4 marzo 1984) è stato un docente e latinista italiano, ricordato per il contributo alla trascrizione delle Consignationes novaresi del 1347, effettuata a sei mani con il collega Gottardo Mellerio e il canonico cattedrale Lino Cassani e pubblicata nel 1937.

## Biografia

### Infanzia e formazione
Nasce il 5 luglio 1899 o 1900 (le fonti discordano) a Oleggio, figlio di Camillo e Anna Lombardi, fratello di Augusto.
Sul finire della Grande guerra, nel 1918 si immatricola al corso di laurea in lettere all'Università di Torino.

### Anni '20
Le successive notizie risalgono agli anni '20, relativamente alla docenza di italiano, latino, storia e geografia presso le classi inferiori del ginnasio "D'Adda" di Varallo Sesia: con la vittoria del concorso si aggiudica l'insegnamento, iniziato ad ottobre 1924 come professore straordinario, da settembre 1927 come ordinario. Tuttavia la soppressione della cattedra impone il trasferimento a Pavia l'anno successivo.

### Anni '30
Nei primi anni '30 lo vediamo professore ordinario di italiano, latino, storia e geografia al ginnasio "Ugo Foscolo" di Pavia, per il quale è inoltre responsabile delle biblioteche di alunni e docenti.
Dal 1935 si divide tra Novara e Mortara. Nella città piemontese è professore ordinario di italiano, latino, storia e geografia al ginnasio "Carlo Alberto", dove ha come colleghi Gottardo Mellerio, per le stesse materie, e Paolo Verzone, per storia dell'arte, mentre a capo dell'istituto è Alessandro Viglio. La prossimità di queste brillanti personalità lo mette in contatto con gli studi storici ed artistici, la cui passione lo porta a divenire socio corrispondente della Deputazione Subalpina di Storia Patria per Novara dal 1938 per i successivi quarant'anni. Al tempo stesso insegna presso il ginnasio "Luigi Travelli" della cittadina pavese (anche greco), del quale è nominato preside nel dicembre del 1937.
Nel 1937 pubblica l'opera per cui è ricordato: la trascrizione del manoscritto bassomedievale delle Consignationes beneficiorum diocesis Novariensis assieme al canonico del Duomo Lino Cassani e al collega Gottardo Mellerio, edita in due volumi. Nel 1939 pubblica con Mellerio il terzo volume dell'opera, costituito di soli indici.

### Anni '40
Nei primi anni '40 prosegue come docente e preside al ginnasio "Luigi Travelli" di Mortara. A poche settimane dall'imminente entrata in guerra dell'Italia, nel maggio 1940 la rivista Nazione militare, nell'ottica di diffusione della cultura militare nelle scuole, lo menziona per aver accompagnato i propri alunni in visita al distaccamento del 7º Reggimento fanteria "Cuneo".
Nell'ottobre 1944 ottiene il trasferimento come presidente da Mortara al ginnasio "Carlo Alberto" di Novara, tuttavia le fonti sono incoerenti in merito, dato che nel 1945 figura ancora come preside a Mortara.

### Anni '50
Alle attività scolastiche, sia come docente che come preside del liceo scientifico, negli anni '50 affianca numerose partecipazioni alla vita pubblica novarese.
In ambito cattolico lo si vede membro della commissione giudicatrice del Concorso Mariano di Coltura, assieme all'onorevole Oscar Luigi Scalfaro e sotto l'egida del vescovo Gilla Vincenzo Gremigni e dei comitati novaresi della Messa Festiva dell'Artista, del Cenacolo Artisti Cattolici e del Centro di Poesia Religiosa.
In ambito laico è candidato dall'U.C.I.I.M. (Unione Cattolica Italiana Insegnanti Medi) in occasione del rinnovo della II sezione del Consiglio Superiore della Pubblica Istruzione per la provincia di Novara, per le discipline umanistiche, in seguito è eletto nel comitato provinciale dell'S.N.S.M. (Sindacato Nazionale Scuole Medie).

### Dagli anni '60 agli '80
Negli anni '60 e '70 le partecipazioni alla vita pubblica proseguono, sebbene più sporadiche: nel 1967 lo sappiamo ricevere una benemerenza per dieci donazioni di sangue; nel 1971 è membro del comitato direttivo dell'Unione Provinciale dei Gruppi Sportivi di Novara; nel 1973 contribuisce con 20000 lire ad una borsa di studio a favore di studi sulle sacre scritture.
Muore il 4 marzo 1984 a Grignasco, dove viveva da alcuni anni.

## Famiglia
Il 2 luglio 1932 convola a nozze con la collega Velia Lupi, di due anni più giovane.
Il fratello Augusto, centurione della Milizia Volontaria per la Sicurezza Nazionale di stanza nell'Africa Orientale Italiana, nel 1940 è insignito della Croce di guerra al valor militare per aver lasciato l'ospedale ove era degente e seguito in prima linea l'avanzamento delle truppe dirette alla città di Bulhar.

## LeConsignationes
Le Consignationes sono un volume pergamenaceo manoscritto di 400 pagine conservato presso l'archivio della Cattedrale di Novara. In esso sono riportate le consegne, quasi come un catasto, delle proprietà ecclesiastiche della Diocesi di Novara nel 1347.
Data l'importanza del documento, negli anni '30 gli studiosi novaresi Lino Cassani, Gottardo Mellerio e Mario Tosi concordano di trascriverlo integralmente e pubblicarlo. Al Tosi è affidata la trascrizione dell'ultima parte, dal foglio 161 al 218, contenuta nel secondo volume della pubblicazione e relativa ai possedimenti ecclesiastici situati nei territori degli attuali comuni di Agrate Conturbia, Barengo, Borgo Ticino, Castelletto sopra Ticino, Cavaglietto, Comignago, Divignano, Dormelletto, Marano Ticino, Momo, Pombia, Suno, Verbania, tra gli altri.

## Opere
- Lino Cassani, Gottardo Mellerio e Mario Tosi (a cura di), Consignationes beneficiorum dioecesis Novariensis factae anno 1347 tempore reverendissimi domini Guglielmi episcopi, Novara, Tip. E. Cattaneo, 1937-1939.